# Hans Waldmann
Hans Waldmann, švicarski vojskovodja in politik, * 1435, Zug, † 6. april 1489.
Waldmann je bil župan Züricha med letoma 1483 in 1489. Tega leta so ga obglavili, kjer so ga spoznali krivega finančne korupcije, stikov s tujino in sodomije.